# Fakulta zdravotnických studií Západočeské univerzity
Fakulta zdravotnických studií (FZS) je jednou z devíti fakult Západočeské univerzity v Plzni (ZČU). Fakulta zdravotnických studií Západočeské univerzity v Plzni (FZS) byla zřízena s účinností od 1. června 2008 usnesením Akademického senátu Západočeské univerzity v Plzni.

## Studium
Na fakultě lze studovat na bakalářském stupni následující studijní programy: 
- Fyzioterapie
- Ergoterapie
- Ortotika-protetika
- Všeobecné ošetřovatelství
- Porodní asistence
- Radiologická asistence
- Zdravotnické záchranářství
- Laboratorní diagnostika ve zdravotnictví

Na magisterském stupni lze studovat následující studijní program:
- Ošetřovatelství (studijní obory Ošetřovatelská péče v interních oborech a Ošetřovatelská péče v chirurgických oborech)

## Katedry
Fakultu tvoří 3 katedry: 
- Katedra záchranářství, diagnostických oborů a veřejného zdravotnictví
- Katedra ošetřovatelství a porodní asistence
- Katedra rehabilitačních oborů

## Simulační centrum
Fakulta zdravotnických studií Západočeské univerzity v Plzni disponuje moderním simulačním centrem – speciální učebnou vybavenou simulátorem sanitního vozu, který je téměř věrnou kopií skutečné sanitky, a skiagrafickým přístrojem pro zobrazení tělesných tkání.

## Děkan
Děkan Fakulty zdravotnických studií Lukáš Štich 1. února 2023 rezignoval na svůj post po výzvě rektora Západočeské univerzity Miroslava Holečka. Stalo se tak na základě podezření z nekalého jednání s udělováním stipendií. Děkan měl udělit nejméně jedné studentce stipendium, ze kterého si část nechával vracet. Na toto jednání upozornil redaktor deníku Právo 30. ledna 2023 rektora Západočeské univerzity. Rektor na základě této informace vydal pokyn k zahájení interního auditu na všech fakultách ZČU.